# Zła Wieś (województwo pomorskie)
Zła Wieś (niem. Bösendorf) – wieś w Polsce położona w województwie pomorskim, w powiecie gdańskim, w gminie Trąbki Wielkie.
W latach 1975–1998 miejscowość administracyjnie należała do województwa gdańskiego.
Wieś stanowi sołectwo gminy Trąbki Wielkie.

## Historia
Pierwsza wzmianka o wsi pochodzi z 31 lipca 1280, kiedy to książę pomorski Mściwoj II nadał Złą Wieś wraz z Żukczynem i Kłodawą cystersom z Lądu. Nadanie to potwierdził Przemysł II w Gnieźnie w 1290 i 1291 r.
W 1506 r. wieś objął cysters brat Joann Egelberti w zamian za spłatę długów ciążących na Godziszewie. Po I rozbiorze Złą Wieś przejął skarb pruski, a miejscowy majątek oddano w dzierżawę.
W 1887 r. miejscowość otrzymała status gminy wiejskiej należącej do powiatu ziemskiego Danziger Höhe; siedziba obwodu i urząd stanu cywilnego mieściły się w Trąbkach Wielkich, kościół katolicki w Kłodawie, a ewangelicki do 1897 r. w Sobowidzu, potem w Kłodawie.
W 1905 r. wieś liczyła 153 mieszkańców, w 1910 r. – 138, w 2011 r. – 150.